# Ченебечиха
Ченебечиха — небольшая деревня в Ветлужском районе Нижегородской области. Входит в состав Макарьевского сельсовета.

## История
Деревня находится в глухом лесу Ветлужского края на берегу реки Большая Какша.
Люди здесь поселились на данной местности около тысячи лет назад. Здесь жили черемисы и марийцы. В нескольких километрах от деревни Ченебечихи на берегу реки Луданга в 1908 г. В. Н. Каменским было обнаружено Черемисское кладбище. В 1958 году это кладбище раскапывалось марийской археологической экспедицией, которая подтвердила, что это захоронение относится к 10 — 13 в.в.нашей эры.
По некоторым сведениям здесь, во времена татаро-монгольского ига, поселился хан Ченебек. Он женился на русской пленнице. Народ не любил её. Однажды хан лёг в постель отдыхать. Его в это время укусил змей. Хан Ченебек умер. Власть над деревней взяла жена. Вскоре народ восстал и убил Ченебечиху. Люди зажили счастливо. Только название Ченебечиха сохранилось за деревней навсегда. Является предположением.
В 1644 г. старцы (монахи) Тихон, Пансий, Козьма и Пафнутий поселились в диком лесу на Большой Какше в пустоши Ченебечиха. В 1654 г. они подали царю челобитную, в которой просили разрешения построить в Ченебечихе церковь во имя Вздвиженья. В 1655 году церковь была построена. В 1659 г. Воздвиженскую церковь в Ченебечихе указом царя приписали к Макарьевскому монастырю, что на Унже в Костромской губернии. Первоначально монахов в монастыре было мало и они бедствовали. Постепенно монахи стали захватывать ближайшие черемисские поселения. Черемисы стали переходить от языческой веры к православной. Они стали посещать церковь и приносить пожертвования. Занимались черемисы охотой и рыболовством. Кроме того, на реке Ветлуге и Большой Какше, в этих местах стали селиться русские крестьяне. Богатство монахов стало расти. В 1670 году началось восстание казаков и крестьян под предводительством Степана Разина. Это восстание достигло и Ветлужского края. Здесь стал грабить и убивать помещиков разбойник Ляля, один из близких людей Степана Разина. Ляля со своей шайкой поселился под Варнавиным в лесу на горе. Он знал о богатстве монастыря в Ченебечихе. Однажды он решил напасть на монастырь в деревне Ченебечихе. Он, со своими друзьями, проложил сюда дорогу и напал ранним утром, когда все ещё спали. Захватив монастырь, он стал всё здесь грабить. Колокол с церкви он сбросил на глубину в реку Большая Какша. По преданию часть награбленного золота Ляля положил в бочку и отвёз на Соловецкое озеро, которое находится в 4 км от деревни. Там он бочку с золотом опустил в воду на сохранность, приковав её цепью к сосне. (Потом многие пытались найти спрятанное золото и драгоценности в Соловецком озере, но поиски к успеху не приводили.) После такого разграбления церковь уже не восстанавливалась. На месте церкви была построена маленькая часовня. Большинство монах покинули эти места. В XIX веке здесь в сосновом бору (в 300-х метрах от деревни) поселился разбойник Савва. Он бежал сюда из деревни Хохонихи со своими друзьями. В Хохонихе он повздорил с помещиком Яблочковым, и вынужден был бежать из деревни из-за мести помещика. Он стал грабить обозы на дорогах, баржи на реке Ветлуге, нападал на помещичьи усадьбы. Из Костромской губернии прислали солдат, чтоб поймать Савву и его друзей. Схватка Саввы с царскими солдатами была кровопролитной. Все его друзья погибли, но не сдались. А сам Савва, с молодой женой утонул в лесной речке. Позже эту речку стали называть — Саввина речка, а сосновый бор, где жил Савва с друзьями — Саввиным бором. По преданию в этом бору на Саввиной гриве лежит его клад. Шли годы. В Ченебечихе люди не стали жить, уехали в ближайшие поселения. После их осталась только водяная мельница на Большой Какше, да часовня. Постепенно и они развалились и сгнили. Но в омуте, где стояла мельница, были видны деревянные сваи ещё в 60-е годы XX века.

### Расцвет Ченебечихи
В начале 30-х годов XX века сюда стали приезжать люди из других близлежащих деревень. Они стали строить здесь дома, разрабатывать поля для посевов зерновых культур, картофеля, льна. Самыми первыми приехали сюда жить со своими семьями Соколов Андрей с младшим братом Иваном из деревни Верхняя Слудка, и семья Батанова Ивана. Позднее сюда переехала жить семья Кузнецова Николая из деревни Глушка, а также другие семьи из ближайших деревень за рекой Ветлугой. Деревня стала расстраиваться. Был создан колхоз «Труженик». Первым её председателем был Соколов Виктор, сын Соколова Андрея. Постепенно жизнь жителей в деревне стала улучшаться. Рядом был лес, в котором было много птиц и зверей, а в Большой Какше было много рыбы. Но началась Великая Отечественная война. Почти все мужчины оказались на фронте. В деревне остались только женщины с детьми их родители, да родители мужчин, ушедших на войну. Несмотря на тяжёлые время, все работали, не покладая рук, в колхозе и на своих земельных участках (дворинах). После окончания войны жизнь в деревне несколько лет была очень тяжёлой. Не хватало мужских рук (многие не вернулись с войны). Подрастало новое поколение и жизнь в деревне стала улучшаться. Колхозниками была построена в д. Горелая (в 2 км от Ченебечихи)маленькая гидроэлектростанция (рядом с водяной мельницей). В домах деревни появилось электрическое освещение, радио. Благодаря техническому развитию страны, на колхозных полях появились трактора. Позднее колхоз переименовали в колхоз им. М. И. Калинина (в этот колхоз вошла д. Горелая). При укрупнении колхозов колхоз им. М. И. Калинина вошёл в колхоз «Маяк» (центр — с. Спасское), а потом в колхоз "Россия (центр — с. Макарьевское, д. Пустошь).
В довоенное время Ченебечиха входила в состав Сергинского сельского совета (центр — д. Минино). После войны она сначала входила в состав Микрихинского сельского совета, а потом вошла в состав Макарьевского сельского совета (центр — д. Пустошь) Ветлужского района. В послевоенные годы в Ченебечихе был создан Большекакшенский лесоучасток Ветлужского леспромхоза. Рядом с деревней были построены бараки-квартиры для рабочих лесоучастка, клуб, медпункт, магазин. В центре деревни была построена школа, в которой много лет работала учительницей Слюзина Фаина Александровна. Жизнь жителей деревни стала заметно улучшаться. В клубе организовывались танцы и концерты, демонстрировались фильмы (приезжала кинопередвижка). Но, со временем, леса в окрестностях Ченебечихи были вырублены. Лесоучасток был ликвидирован. Жители деревни и рабочие лесоучастка стали покидать деревню. В 1987 г. деревню покинул последний житель. Оставшиеся дома и бараки стали разрушаться, а колхозные поля — зарастать травой и лесом.

### Покинутая Ченебечиха
Ченебечиха была покинута жителями деревни, но она не исчезла из душ людей, ранее живших здесь. Они постоянно вспоминают свою чудесную малую родину. Они помнят удивительную историю этой деревни — песчинки на Руси. Историей деревни интересуются не только бывшие жители Ченебечихи. Ей интересуется Ветлужский краеведческий музей. А в 2000 г. сюда приезжали из Москвы и Нижнего Новгорода сотрудники (профессора) профсоюзного Банка «Солидарность» . С благословения отца Николая, Екатерининской церкви города Ветлуги, они искали колокол в Большой Какше, который был скинут с церкви разбойником Лялей. Проводником, во время поездки в Ченебечиху, у них была Степанова Валентина. К сожалению, их поиск оказался безрезультатным. Сюда приезжают туристы, любители природы. А природа здесь очень красивая. Здесь много грибов и ягод. О многих жителях, ранее живших здесь, можно написать статью. Особое место в жизни и развитии деревни принимал Кузнецов Николай Макарович. Он был кузнецом. И не только кузнецом, но и новатором. Он претворял в жизнь все новшества, которые ему были известны. Его жизнь достойна уважения и примера для подрастающего поколения нашей страны.

### Окрестность Ченебечихи
Природа в окрестностях Ченебечихи разнообразна, как и во всём Ветлужском районе. Здесь растут лиственные и хвойные леса, в которых живут крупные и мелкие животные: медведи и лоси, волки и лисицы, зайцы и бобры. В начале XX века здесь жили барсуки. Но потом они исчезли. В конце XX века в окрестных лесах появились кабаны. В лесу можно встретить глухаря, тетерева, рябчика, на озёрах живут разные виды уток, а на болотах — гуси. Рядом с Ченебечихой находятся несколько болот: Обабочное, Катино, Елховское, Казанское. Эти болота являются памятниками природы Нижегородской области. В 5 км от Ченебечихи, вниз по течению реки Большая Какша в устье реки Чёрная (Короткая), находится Онохин бор. Он расположен по обе стороны реки Б.Какша. Не далеко от Ченебечихи (в сторону реки Ветлуги и Луданги) находится Черемисское кладбище. В лесу (в сторону Черемисского кладбища) можно встретить угольные ямы, заросшие дремучим лесом. В них черемисы изготовляли древесный уголь, который потом продавали.

### Фотографии
- Эта памятная доска была установлена на стене клуба в Ченебечихе
- Заброшенная Ченебечиха
- Зимняя Ченебечиха